# Nickelodeon Kids' Choice Awards (Regno Unito)
La Nickelodeon UK Kids' Choice Awards è stata una manifestazione organizzata per cinque edizioni dal 2007 al 2008 e dal 2011 al 2013 dall'emittente televisiva britannica Nickelodeon UK, volta a celebrare il meglio dell'anno nella musica, nel cinema, nella televisione e nello sport.

## Edizioni, vincitori e candidati
Di seguito i vincitori (indicati in grassetto) e i candidati per ciascuna categoria nelle varie edizioni degli UK Kids' Choice Awards.

### UK Kids' Choice Awards 2007
La 1ª edizione dei Nickelodeon UK Kids' Choice Awards il 20 ottobre 2007 presso l'ExCeL Exhibition Centre di Londra. L'edizione è stata presenta dal gruppo musicale McFly e ha visto come ospiti Josh Peck, Devon Werkheiser, John Cena, David Walliams, Matt Willis e gli ex concorrenti dell'ottava edizione del Grande Fratello UK Brian Belo, Chanelle Hayes, Ziggy Lichman e le sorelle Amanda e Marchant.
Miglior attrice televisiva (Best TV Actress)
- Ashley Tisdale
- Emma Roberts
- Jamie Lynn Spears
- Miley Cyrus

Miglior attore televesivo (Best TV Actor)
- Nat Wolff
- David Tennant
- Drake Bell
- Zac Efron

Miglior serie televisiva (Best TV Show)
- Drake & Josh
- Doctor Who
- H2O
- Hannah Montana

Miglior serie animata (Best Cartoon)
- SpongeBob
- Due fantagenitori
- Ricreazione
- I Simpson

Miglior conduttore televisivo (Best TV Presenter)
- Ant & Dec
- Davina McCall
- Fearne Cotton
- Ugly Mark

Miglior reality show (Best Reality Show)
- The X Factor
- Big Brother UK
- Britain's Got Talent
- I'm a Celebrity... Get Me Out of Here!

Miglior attrice cinematografica (Best Movie Actress)
- Emma Watson
- Cameron Diaz
- Dakota Fanning
- Keira Knightley

Miglior attore cinematografico (Best Movie Actor)
- Johnny Depp - Pirati dei Caraibi - Ai confini del mondo (Pirates of the Caribbean: At World's End)
- Orlando Bloom - Pirati dei Caraibi - Ai confini del mondo (Pirates of the Caribbean: At World's End)
- Daniel Radcliffe - Harry Potter e l'Ordine della Fenice (Harry Potter and the Order of the Phoenix)
- Rowan Atkinson - Mr. Bean's Holiday

Miglior film dell'anno (Best Movie of the Year)
- I Simpson - Il film (The Simpsons Movie)
- Harry Potter e l'Ordine della Fenice (Harry Potter and the Order of the Phoenix)
- Pirati dei Caraibi - Ai confini del mondo (Pirates of the Caribbean: At World's End)
- Shrek terzo (Shrek the Third)

Miglior cantante donna (Best Female Singer)
- Hilary Duff
- Avril Lavigne
- Cheryl Cole
- Gwen Stefani

Miglior cantante uomo (Best Male Singer)
- Drake Bell
- Danny Jones
- Justin Timberlake
- Mika

Miglior gruppo musicale (Best Band)
- McFly
- Fall Out Boy
- Girls Aloud
- Sugababes

Miglior video musicale su "MTV Hits" (MTV Hits Best Music Video)
- Avril Lavigne - Girlfriend"
- Gym Class Heroes - Cupid's Chokehold
- Mika - Grace Kelly"
- Beyoncé - "Listen
- Kaiser Chiefs - Ruby
- The View - Same Jeans
- Gwen Stefani (featuring Akon) - The Sweet Escape
- Jojo - Too Little Too Late
- Rihanna - Umbrella
- Justin Timberlake - What Goes Around... Comes Around

Persona più divertente (Funniest Person)
- Jack Black
- Rowan Atkinson
- Catherine Tate
- Harry Hill

Miglior sportivo (Best Sportsperson)
- David Beckham
- John Cena
- Kelly Holmes
- Lewis Hamilton

Premio Wrestler più infortunato (Most Injured Wrestler' award)
- John Cena

Miglior videogioco (Best Video Game)
- The Sims 2
- FIFA 07
- Mario Strikers Charged Football
- Wii Sports

Miglior libro (Best Book)
- J. K. Rowling, Harry Potter e i Doni della Morte (Harry Potter and the Deathly Hallows)
- Holly Black, Come Allevare Fate E Folletti, Tutti i Segreti degli Spiritelli (Care and Feeding of Sprites)
- Darren Shan - La maledizione del licantropo (Blood Beast)
- Jacqueline Wilson - Jacky Daydream

### UK Kids' Choice Awards 2008
La seconda edizione dei Nickelodeon UK Kids' Choice Awards si è svolta il 20 settembre 2008 presso l'ExCeL Exhibition Centre di Londra ed è stata condotta dalla cantante australiana Dannii Minogue.
Celebrità maschile televisiva preferita (Favourite Male TV star)
- Josh Peck
- Dylan Sprouse
- David Tennant
- Jonas Armstrong

Celebrità femminile televisiva preferita (Favourite Female TV Star)
- Miley Cyrus
- Miranda Cosgrove
- Freema Agyeman
- Catherine Tate

Serie televisiva per famiglie preferita (Favourite Family TV Show)
- Britain's Got Talent
- The X Factor
- Doctor Who
- Harry Hill's TV Burp

Serie televisiva per ragazzi preferita (Favourite Kids' TV show)
- Drake & Josh
- iCarly
- Zack e Cody al Grand Hotel
- Hannah Montana

Serie animata preferita (Favourite Kids' Cartoon)
- SpongeBob
- Ben 10
- Shaggy e Scooby-Doo
- Horrid Henry

Conduttore televisivo preferito (Favourite TV Presenter)
- Ant & Dec
- Harry Hill
- Dermot O'Leary
- Holly Willoughby

Comico preferito (Favorite Funny Person)
- Ant & Dec
- Dick & Dom
- Harry Hill
- Catherine Tate

Cattivone della televisione preferito (Favourite TV Baddie)
- Simon Cowell
- Randy Orton
- Plankton
- Dalek

Film d'animazione preferito (Favourite Animated Film)
- Wall-E
- Ratatouille
- Kung Fu Panda
- Ortone e il mondo dei Chi

Film preferito (Favourite Film)
- Indiana Jones e il regno del teschio di cristallo (Indiana Jones and the Kingdom of the Crystal Skull), regia di Steven Spielberg
- La bussola d'oro (The Golden Compass), regia di Chris Weitz
- Le cronache di Narnia - Il principe Caspian (The Chronicles of Narnia: Prince Caspian), regia di Andrew Adamson
- Spiderwick - Le cronache (The Spiderwick Chronicles) è un film del 2008 diretto da Mark Waters

Celebrità cinematografica maschile preferita (Favourite Male Film Star)
- William Moseley – Le cronache di Narnia - Il principe Caspian (The Chronicles of Narnia: Prince Caspian)
- Daniel Craig
- Freddie Highmore
- Shia LaBeouf

Celebrità cinematografica femminile preferita (Favourite Female Film Star)
- Georgie Henley  - Le cronache di Narnia - Il principe Caspian (The Chronicles of Narnia: Prince Caspian)
- Amy Adams
- Georgie Henley
- Anna Popplewell
- Dakota Blue Richards

Vincitore preferito (Favourite Winner)
- George Sampson
- Leon Jackson
- Suzanne Shaw
- Alesha Dixon

Sportivo preferito (Favourite Sports Person)
- David Beckham
- Lewis Hamilton
- Steven Gerrard
- John Cena

Canzone preferita di "MTV Hits" (MTV Hits Favourite Song)
- Hadouken! - Declaration of War
- Leona Lewis - Bleeding Love
- Ting Tings - That's Not My Name
- Nickelback - Rockstar
- Rihanna - Don't Stop the Music
- Alphabeat - Fascination
- Scouting for Girls - Heartbeat

Gruppo musicale preferito (Favourite Band)
- Girls Aloud
- Sugababes
- The Hoosiers
- McFly

Cantante preferito (Favourite Singer)
- Chris Brown
- Leona Lewis
- Mika
- Duffy

Premio Eroe (The Hero Award)
- David Attenborough

Premio Ecologista (The Greenie Award)
- David Mayer

### UK Kids' Choice Awards 2011
Due anni dopo l'ultima edizione, la terza edizione dell'evento si è svolta il 3 aprile 2011 e ha visto la premiazione di due sole categorie.
Serie televisiva preferita (Nick UK's Favourite Show)
- House of Anubis
- Big Time Rush
- Victorius
- iCarly

Persona più divertente (Nick UK's Funniest Person)
- Jerry Trainor
- Matt Bennett
- Jamie Rickers
- Matt Shively

### UK Kids' Choice Awards 2012
La quarta edizione è stata condotta dall'attore statunitense Will Smith e si è svolta il 1º aprile 2012. Le precedenti categorie vengono soppresse per sette nuove categorie, i cui candidati (attori e artisti musicali) sono stavolta unicamente di origine britannica.
Attore britannico preferito (Favourite UK Actor)
- Robert Pattinson
- Brad Kavanagh
- Daniel Radcliffe
- Matt Smith

Attrice britannica preferita (Favourite UK Actress)
- Emma Watson
- Karen Gillan
- Ana Mulvoy Ten
- Pixie Lott

Serie televisiva britannica preferita (Favourite UK TV Show)
- The X Factor
- House of Anubis
- Doctor Who
- Tracy Beaker Returns

Gruppo musicale britannico preferito (Favourite UK Band)
- One Direction
- The Wanted
- Little Mix
- JLS

Cantante donna britannica preferita (Favourite UK Female Artist)
- Adele
- Jessie J
- Pixie Lott
- Cher Lloyd

Cantante uomo britannico preferito (Favourite UK Male Artist)
- Olly Murs
- Tinie Tempah
- Ed Sheeran
- Professor Green

Rivelazione britannica preferita (Favourite UK Newcomer)
- One Direction
- Little Mix
- Cher Lloyd
- Tulisa

### UK Kids' Choice Awards 2013
La quinta e ultima edizione si è svolta il 24 marzo 2013. Le categorie dell'edizione precedente vengono confermate, tranne "Rivelazione britannica preferita" (Favourite UK Newcomer) che viene sostituita dalla nuova "Celebrità dello sport preferita" (Favourite UK Sports Star).
Attore britannico preferito (Favourite UK Actor)
- Robert Pattinson
- Andrew Garfield
- Daniel Craig
- Matt Smith

Attrice britannica preferita (Favourite UK Actress)
- Emma Watson
- Keira Knightley
- Helena Bonham Carter
- Jenna-Louise Coleman

Serie televisiva britannica preferita (Favourite UK TV Show)
- House of Anubis
- Doctor Who
- The X Factor
- Wolfblood - Sangue di lupo

Gruppo musicale britannico preferito (Favourite UK Band)
- One Direction
- The Wanted
- Little Mix
- Lawson

Cantante donna britannica preferita (Favourite UK Female Artist)
- Adele
- Jessie J
- Rita Ora
- Cheryl Cole

Cantante uomo britannico preferito (Favourite UK Male Artist)
- Ed Sheeran
- Conor Maynard
- Olly Murs
- Labrinth

Celebrità dello sport preferita (Favourite UK Sports Star)
- Tom Daley
- Jessica Ennis
- Mo Farah
- Bradley Wiggins